# La Roquette
La Roquette település Franciaországban, Eure megyében. Lakosainak száma 236 fő (2022. január 1.). La Roquette Cuverville, Daubeuf-près-Vatteville, Heuqueville, Muids és Les Trois Lacs községekkel határos.

## Népesség
A település népességének változása:
| Lakosok száma | 70   | 126  | 204  | 217  | 244  | 239  | 238  | 237  | 239  | 236  |
|               | 1968 | 1982 | 1990 | 2006 | 2013 | 2015 | 2017 | 2019 | 2020 | 2022 |